# Conchobar Mac Nessa
Dans la mythologie celtique irlandaise, Conchobar Mac Nessa (c'est-à-dire « Secours de chien » ou encore « (qui a) l'avidité d'un loup, avide (comme un) loup », fils de Ness) est l'archétype de la royauté celtique : redistributeur des richesses, œuvrant pour la prospérité de son peuple et l’équilibre. De nombreuses guerres l’opposent aux autres royaumes d'Irlande. Sa capitale est Emain Macha.

## Origine
Fils du druide Cathbad et de la reine Ness, il devient roi d’Ulster grâce à un subterfuge de sa mère : Ness ayant épousé le roi Fergus Mac Roeg elle lui demande le trône pour son fils, pour une durée de un an. À la fin de cette période, les Ulates (habitants d’Ulster) refusent le retour de Fergus, Conchobar ayant bien assumé son rôle de roi. Sa servante Leborcham est si rapide qu'elle peut lui apprendre tout ce qui se passe, en parcourant l’Irlande en une seule journée.

## Biographie
Il épouse les quatre filles d’Eochaid Feidlech : Mugain, Ethne Aitenchaithrech, Clothru (en) et Medb. Lors d’un voyage dans l’Autre Monde (le sidh), il conçoit Cúchulainn avec sa sœur Deichtire qui lui sert de cocher. À la mort de Deirdre, il doit s’unir à Luaine, mais celle-ci est victime d’un glam dicinn (satire mortelle) du druide Aithirne Ailgesach.
Il possède trois résidences, la « Branche Rouge » où se réunissent les guerriers, la « Maison Bariolée » où l’on garde les armes des héros et la « Maison Sanglante » le cimetière des vaincus.
Dans le récit « l’Ivresse des Ulates », lors de la fête de Samain Conchobar est invité à la fois chez Cúchulainn et Fintan qui se querellent. Le roi décide de partager la nuit ; sortant de chez Fintan à minuit pour aller chez Cúchulainn, les invités, complètement ivres, arasent les collines, abattent les arbres, vident les rivières et finissent par se perdre dans la nuit.
Alors qu’il est en guerre contre le royaume de Connaught, et qu’il parade devant les femmes de ce pays il est blessé à la tête par le coup d’une fronde. La balle qui l’atteint est faite de la cervelle de Mesgegra. Il est soigné par le druide Fingen : s’il retire la balle, il meurt, s’il le guérit, il est infirme. Il vivra ainsi sept ans avec des interdits : la course, l’équitation, la colère, l’abus de nourriture et de sexe. La cervelle de Mesgegra éclate dans sa tête et il meurt.

## Postérité
Selon la tradition pseudo-historique irlandaise Conchobar aurait régné sur l'Ulaid de l'an 30 av. J.-C. à 35 ap. J.-C. Il laisse plusieurs enfants:
- Cormac Cond Longas, exilé au Connacht il est pressenti pour être roi à la mort de son père mais il doit briser un Geis sur la route Emain Macha et meurt dans un combat.
- Cúscraid (en) "Mend Macha" roi d'Ulaid, successeur de son père.
- Furbaide Ferbend (en)
- Fedelm Noíchrothach (en)